# Traudel Sperber
Traudel Sperber (Amburgo, 8 aprile 1957) è un'attrice e doppiatrice tedesca.

## Biografia
Traudel Sperber è nata ad Amburgo ed è cresciuta nella periferia di Amburgo. Dal 1973 al 1977 ha frequentato lo studio teatrale Hedi Höpfner ad Amburgo, dove ha completato la sua formazione come attrice nel 1977.
Durante la sua formazione ha recitato al Klecks Theater di Amburgo e ha girato una miniserie chiamata Das Familientraining , in cui ha interpretato un ruolo da protagonista. Dal 1977 al 1984 è stata impegnata stabilmente in vari teatri in Germania.
È madre del doppiatore Lukas T. Sperber.

## Filmografia

### Televisione
- Tatort - serie TV (1978)
- 14º Distretto (Großstadtrevier) - serie TV (1988)
- Soko 5113 - serie TV (1995)
- Faust - serie TV (1996)
- Ultima analisi: omicidio (Mordkommission) - serie TV (1999)
- Die Affäre Semmeling - miniserie TV (2002)
- Adelheid und ihre Mörder - serie TV (2003)
- Il commissario Zorn (Der Ermittler) - serie TV (2004)
- Die Kanzlei - serie TV (2004)
- Un caso per due (Ein Fall für zwei) - serie TV (2004)
- Hamburg Distretto 21 (Notruf Hafenkante) - serie TV (2007)
- Einfache Leute - regia di Thorsten Näter (2007)
- Stubbe - Von Fall zu Fall - serie TV (2008)
- SOKO Wismar - serie TV (2011)
- Grani di pepe (Die Pfefferkörner) - serie TV (2012)
- Morden im Norden - serie TV (2012)
- Jacobs: un veterinario per agente (Nord bei Nordwest) - serie TV (2016)

## Doppiaggio
- Mixi in Bob aggiustatutto
- Inge Hornstra in Le sorelle McLeod
- Konan in Naruto
- Medusa in Soul Eater
- Callie Thorne in Navy NCIS
- Sorla in LEGO Ninjago